# 호아킨 알론소
호아킨 알론소 곤살레스(스페인어: Joaquín Alonso González, 1956년 6월 9일, 아스투리아스 지방 오비에도 ~)는 줄여서 호아킨(스페인어: Joaquín)으로 알려진 스페인의 전 축구 선수로, 현역 시절 공격형 미드필더로 활약하였다.

## 클럽 경력
호아킨 알론소는 아스투리아스 지방 오비에도 사람이다. 그는 레알 오비에도의 연고지 출신이지만 현역 16년 전부를 스포르팅 히혼에서 보냈다. 라 리가 1년차에 17경기 출전 1골의 기록을 낸 후, 호아킨은 붙박이 주전으로 도약하녀 1992년에 은퇴하기 전까지 1부 리그 경기에 462번, 모든 대회 통산 679경기에 출전하게 되었고, 그 동안 65골을 넣었다.
1986-87 시즌, 히혼이 4위를 차지한 시즌에 호아킨은 40경기에서 8골을 넣었는데, 이는 선수단 3위의 득점 기록이다. 그는 현역에서 은퇴하기 전까지 자주 출전하였는데, 36세의 나이에 라 리가 최다 출전 기록을 세우고 은퇴했지만, 그의 기록은 1년도 되지 않아 경신되었다.
은퇴 후, 호아킨은 비치사커 선수로 전향하였다. 2002년을 기점으로 그는 스페인 비치사커 국가대표팀 감독으로 임명되었다.

## 국가대표팀 경력
호아킨은 스페인 국가대표팀 18경기에 출전하였는데, 1982년 FIFA 월드컵에 참가할 선수단 일원으로 뽑혔다. 1979년 11월 14일, 그는 카디스에서 1-3으로 패한 덴마크와의 친선경기에서 국가대표팀 신고식을 치렀다.

### 국가대표팀 득점 기록
| #  | 날짜            | 경기장                      | 상대     | 점수 | 결과 | 대회           |
| -- | --------------- | --------------------------- | -------- | ---- | ---- | -------------- |
| 1. | 1986년 12월 3일 | 알바니아 티라나 케말 스타파 | 알바니아 | 2–1  | 2–1  | UEFA 유로 1988 |

## 같이 보기
- 원클럽맨 명단